# Горное Лоо
Го́рное Лоо́ — село в Лазаревском районе муниципального образования город-курорт Сочи Краснодарского края. Входит в состав Верхнелооского сельского округа. 

## География
Селение Горное Лоо расположено по обоим берегам реки Лоо и его левого притока Киет, в 2 км от моря и в 1,5 км от посёлка Лоо.

## История
С 26 декабря 1962 года по 16 января 1965 года село Горное Лоо числилось в составе Туапсинского сельского района.
9 мая 1995 в Горном Лоо зажжен вечный огонь в память 57 жителей села, павших в Великой Отечественной войне. На каменных плитах памятника - в виде пятиконечной звезды (автор А.Амиров) выгравированы имена героев. Сооружение обошлось Верхнелооской администрации в 100 млн. руб. (2 млн. собраны односельчанами). 

## Население
| 1926 | 2002  | 2010  | 2021  |
| ---- | ----- | ----- | ----- |
| 60   | ↗3116 | ↗3322 | ↘3018 |